# 模型とラジオ
『模型とラジオ』（もけいとラジオ）は、かつて発行されていた日本の工作科学雑誌。

## 概要
株式会社科学教材社が発行していた子供向けの工作科学雑誌である。昭和期の子供たちに電子工作、模型工作を通して科学への関心を育んだ雑誌として知られる。愛読者の間での略称は『模ラ』。
同種の雑誌に、「初歩のラジオ」「子供の科学」などがあったが、『初ラ』『子科』は共に科学教材社と兄弟関係にある誠文堂新光社が刊行していた。両社は企業として兄弟関係に在るだけでなく、経営者同士が実際に兄弟であった。内容は初心者から上級者まで幅広く受け入れられる内容で、執筆人は当時の第一線級の技術者が担当していた。
特に、ライブスチームの製作記事では今尚、原典として通用する内容で、旋盤、フライス盤の使用を前提とした記事が掲載されていた。本誌のライブスチーム記事はアスターホビーがライブスチームに進出するきっかけともなった。
1950年代から1980年代にかけて鉄道模型の記事が一貫して掲載されていた。他にもトランシーバ、ラジコン等、当時の科学少年達の心をくすぐる製作記事が満載であった。同時期の他雑誌が科学や技術や新製品の解説に重点を置いていたのに対して製作に重点を置いていた。Nゲージ黎明期の1960年代後半において車両の製作法などの記事も連載されていた。1972年には科学教材社からNゲージという雑誌も刊行され特急形電車、気動車はまだ発売されていなかった時代に151系特急車両、キハ82形特急気動車、951系新幹線試験車両、153系急行形電車の製作法が紹介された。

## 沿革
1952年11月科学教材社友の会会報として『The Model CRFTMAN』創刊。その後『模型とラジオ工作』に改題し一般の書店で販売することになり、さらに『模型とラジオ』に改題された。
1950年代 - 1960年代後半にかけて真空管を使用した無線機関係の記事が多かったが、1970年代に入り徐々にトランジスタが普及してくると真空管を使用した記事は急速に減った。
1960年代後半 - 1970年頃にかけてはスロットレーシングの記事が連載されていた。
1980年代に入ってからは、1960年代や1970年代のような高度な技術を求められる製作記事は姿を消しプラモデルの改造等、比較的お手軽な物が増えた。また、マイコン関係の記事も掲載されていた。
1984年廃刊。